# Eyðun Johannessen
Eyðun Johannessen (født 28. april 1938 i Thorshavn, død 3. september 2023) var en færøsk skuespiller, instruktør og teaterpædagog, far til Annika og Olaf Johannessen. Han stiftede Færøernes første professionelle teatertrup, Gríma, i 1977. Han er skuespilleruddannet på Det Kongelige Teater og Odense Teater – foruden studieophold i Warszawa, Berlin og London. Han var rektor for Skuespillerskolen i Aarhus 1979-86. I årene 2000-04 var han igen teaterchef for Gríma i Tórshavn, det var i denne periode, at han omstrukturerede teatret i Tórshavn til at blive et nationalt teater, der kaldes Tjóðpallur Føroya. Han var chef for Tjóðpallur Føroya fra 2000 til 2005.
Eyðun Johannesen var en af de mest produktive instruktører i dansk teaterhistorie i sin tid med over 200 iscenesættelser. I 1997 fik han påskønnet sit arbejde af Statens Kunstfond, da han som en af få teaterfolk fik tildelt livsvarig ydelse for sit arbejde som iscenesætter. Han debutere som teaterinstruktør i 1959 som 21-årig på Tórshavn Teater med opsætningen af Thorvald Bøs To liv. Han har mest arbejdet ved Aarhus Teater, men har desuden iscenesat flere forestillinger for bl.a. Det Kgl. Teater og Odense Teater samt i Sverige, Norge og Island. I 2001 fik han tildelt den færøske kulturpris Mentanarvirðisløn Landsins.